# Daniel Roger du Nord
Daniel Roger du Nord, « dit Baron Roger », né le 2 novembre 1769 à Genève et mort en 1829 à Paris est un industriel et philanthrope.

## Biographie
Il naît à Genève le 2 novembre 1769, où son père, Urbain Roger, avait obtenu le titre de bourgeois en 1756. Sous l'Empire, il s'établit en France avec son frère, comme directeur d’un établissement spéculant sur les immeubles et les fournitures aux armées. Il acquiert le château de la Garenne à Villemomble.
Le 29 mai 1801, il devient propriétaire du domaine du Chesnay, déjà hypothéqué par Benjamin Marie Féburier. Il devient baron d'Empire le 10 janvier 1809, titre qui devient héréditaire le 15 mars 1817.
Le 1er octobre 1808, Daniel Roger du Nord réussit à racheter une carrière de gypse aux héritiers de la famille Saint-Pierre et développe alors cette activité.
Il se sépare de son épouse Albine Hélène Vassal le 21 avril 1809.
Il s'attache au domaine du Chesnay au point qu'il revend le château de la Garenne à Villemomble en 1810, et y construit le château du Chesnay. Il devient maire de Gagny en 1815, poste qu'il conservera jusqu'en 1827.
Il meurt en 1829 à son domicile, au 4 rue Bergère à Paris. Il fut tout d'abord inhumé au domaine du Chesnay mais, en 1920, ses restes, ainsi que ceux de sa famille furent translatés au cimetière du Centre. Il est le père du comte Édouard Roger du Nord.

## Hommages
Il laissa son nom à l'ancienne « place du Baron-Roger » à Gagny, aujourd'hui la place du Général-de-Gaulle.